# ГЕС Спрей
ГЕС Спрей — гідроелектростанція у канадській провінції Альберта. Знаходячись між малою ГЕС Three Sisters (3 МВт) та ГЕС Rundle, входить до складу дериваційного каскаду, котрий живиться ресурсом із річки Spray, правої притоки Боу. Остання є лівою твірною Південного Саскачевану, правої твірної Саскачевану (через озеро Вінніпег та річку Нельсон належить до басейну Гудзонової затоки).
Для створення дериваційної схеми Spray перекрили земляною греблею Каньйон заввишки 59 метрів та завдовжки 195 метрів. Утворене при цьому водосховище витягнулось на 21 км, з яких три чверті припадає на долину правої притоки, де раніше були озера Upper Spray Lake та Lower Spray Lake — перше дренувалось до другого струмком Баллер-Крік, а друге мало сток у Spray через Вудс-Крік. Спільна площа поверхні озер складала лише 1,8 км2, тоді як резервуар, що виник, розповсюдився на 19,9 км2. Його об'єм становить 269 млн м3, в тому числі корисний об'єм 235 млн м3, що забезпечується коливанням рівня в діапазоні 17 метрів.
Підпір був достатнім, щоб сховище подолало перевал у сточище іншої правої притоки Spray — Гоат-Крік. Тут для утримання водойми звели земляну греблю Three Sisters заввишки 15 метрів та завдовжки 604 метри, при якій працює згадана вище мала ГЕС. Вона скидає відпрацьовану воду через канал завдовжки 2 км до малого резервуара Гоат-Понд, звідки по правобережжю Гоат-Крік прямує інший канал завдовжки 5 км. Далі через тунель довжиною близько трьохсот метрів забезпечується сполучення з верхнім балансувальним резервуаром під назвою Whitemans Pond, створеного на протилежному схилі хребта, котрий утворює праву сторону долину річки Боу. Від утримуючої Whitemans Pond споруди до машинного залу по схилу прямує напірний водовід довжиною понад сімсот метрів.
Основне обладнання станції становлять дві введені у експлуатацію в 1951 та 1960 роках турбіни типу Френсіс потужністю 47,5 МВт та 52 МВт (за даними регулятивного органу, у звітності та на сайті власника загальна потужність станції зазначається як 103 МВт та 112 МВт). Гідроагрегати використовують напір у 300 (за іншими даними — 227) метрів та забезпечують виробництво 210 млн кВт-год електроенергії на рік.
Відпрацьована вода потрапляє у створений в тій же долині балансувальний резервуар наступної станції каскаду.